# Chouy
Chouy is een gemeente in het Franse departement Aisne (regio Hauts-de-France) en telt 365 inwoners (2004). De plaats maakte deel uit van het arrondissement Château-Thierry tot zij op 1 januari 2017 overgeheveld werd naar het arrondissement Soissons.

## Geografie
De oppervlakte van Chouy bedraagt 20,7 km², de bevolkingsdichtheid is 17,6 inwoners per km².

## Demografie
Onderstaande figuur toont het verloop van het inwonertal (bron: INSEE-tellingen).
Vanwege een beveiligingsprobleem met de MediaWiki Graph-software is het momenteel niet mogelijk deze grafiek weer te geven. Zodra de software is bijgewerkt zal de grafiek vanzelf weer zichtbaar worden.